# Cargo Pond
Der Cargo Pond (englisch für Frachttümpel) ist ein von Moränen eingeschlossener Tümpel im ostantarktischen Viktorialand. In der Convoy Range liegt dieses permanent zugefrorene Gewässer am Fuß der Kliffs am südlichen Ende des Alatna Valley.
Die Geologen Parker Emerson Calkin (1933–2017), Roger Hart und Ellory Schempp wurden hier bei einer von 1960 bis 1961 dauernden Kampagne im Rahmen des United States Antarctic Research Program evakuiert. Ausrüstungsgegenstände und Verpflegung, die sie auf dem Eis des Sees deponiert hatten, wurden im Verlauf der Jahre durch heftige Winde in den umgebenden Moränen verteilt. Eine vom neuseeländischen Glaziologen Trevor J. H. Chinn (1937–2018) geleitete Mannschaft im Rahmen des New Zealand Antarctic Research Program ergänzte bei einer von 1989 bis 1990 dauernden Kampagne die eigenen Bestände aus dem zu diesem Zeitpunkt rund 30 Jahre alten Proviant. Diese Begebenheit veranlasste das New Zealand Antarctic Place-Names Committee 1992 zu der Benennung.